# South Sudan Unity Movement
El South Sudan Unity Movement (SSUN) o Moviment de la Unitat del Sudan del Sud (MUSS), i la seva branca militar la South Sudan Unity Army (SSUA) o Exèrcit de la Unitat del Sudan del Sud (EUSS), és un moviment armat del sud del Sudan. Del 1997 al 2003 va ser la foça militar dominant al país.
Va ser establert a començaments del 1998 per Paulino Matiep, un dels comandants de l'Anya-Anya II que no s'havia volgut integrar a l'Exèrcit d'Alliberament del Poble Sudanès (SPLA) i dirigia una milícia nuer a l'estat anomenat Unity rebent suport del govern sudanès. El control d'aquest estat li fou disputat després del 21 d'abril de 1997 per les South Sudan Defence Forces de Riak Machar i els seus aliats, i Matiep va crear llavors el South Sudan Unity Movement i la South Sudan Unity Army, reconeguts com a part pel govern sudanès el març del 1998. Matiep va rebre el grau de major general a l'exèrcit sudanès.
Després del protocol de Machakos del 2002, la reorganització de les South Sudan Defence Forces el van convertir en el comandant en cap però amb un control limitat sobre les diverses unitats; el control efectiu de la SSUA es limita a Bul Nuer (estat Unity) que li és disputat per altres milícies nuer i d'altres ètnies. James Gatduel fou el seu primer lloctinent però va ser substituït després per Tayib Gatluak. El 2003 va desertar el seu principal comandant Peter Gadet.